# FC Augsbourg
 (juin 2020).
Si vous disposez d'ouvrages ou d'articles de référence ou si vous connaissez des sites web de qualité traitant du thème abordé ici, merci de compléter l'article en donnant les références utiles à sa vérifiabilité et en les liant à la section « Notes et références ».
Maillots
Actualités
Le FC Augsbourg officiellement Fußball-Club Augsburg 1907 e. V. est un club allemand de football basé à Augsbourg, en Bavière. 
Le club évolue en Bundesliga depuis la saison 2011-2012.

## Histoire

### 1907: fondation
Le FC Augsburg est fondé le 8 août 1907 sous le nom de Fußball-Klub Alemannia. Le premier président est Fritz Käferlein qui est élu par les 30 membres fondateurs. Le premier match officiel a lieu  la même année contre l'équipe II du Turnverein Augsburg.

### 1921: de l'Alemannia au Ballspiel-Club
Augsburg affronte des difficultés. Lorsque les autorités militaires interdisent les matchs,  de nombreux joueurs quittent le club. Le club doit donc  fusionner avec le Turnverein Oberhausen. C'est seulement en 1921 que le club se sépare du Turnverein Oberhausen et  se renomme Ballspiel-Club Augsburg.

### 1951: premier titre
En 1939, le BCA avait fixé un objectif lorsqu'il occupait la deuxième place derrière le 1. FC Nürnberg en Gauliga Bayern. Après la Seconde Guerre mondiale, les Souabes appartinrent à la plus haute division de Oberliga Süd et gagnèrent en 1951 la Coupe de Bavière. Ce fut le premier titre  de l'histoire du club. La même année, cependant, Augsburg descendit d'Oberliga. Les années suivantes, le club alterna entre la première et la deuxième division.

### 1969: fusion
Lorsque la Bundesliga remplace l'Oberliga en 1963, le temps en première division est définitivement terminé pour Augsburg. Plusieurs fois même ils descendent en troisième division, dans le championnat bavarois. Afin de ne pas continuer à descendre, le club  fusionne en 1969 avec le rival local, le TSV Schwaben Augsburg. Le FC Augsburg est né.

### 1983: une longue descente
Le club a le statut d'un club ascenseur. Les Souabes oscillent entre la deuxième et  troisième division de la fin des années 1970 et au début des années 1980. En 1983, le FCA est une fois de plus relégué en BayernLiga. Cette fois-ci, cependant, il y reste pendant plus de vingt ans.

### 2006: retour au football professionnel
Après 23 ans de football amateur, en 2006, l'entraîneur Rainer Hörgl mène le club au football professionnel. Le FC Augsburg monte en 2ème Bundesliga grâce à son titre de champion de Regionalliga Sud.

### 2011: retour en Bundesliga
En 2010, les Augsbourgeois terminent troisième et jouent un match de barrage pour un billet en Bundesliga. Ils affrontent le 1.FC Nuremberg mais ils perdent. Un an plus tard, en 2011, le club accède pour la première fois de son histoire en Bundesliga et devient le 51e club à y accéder depuis 1963.

### 2015: qualification en Ligue Europa
Lors de la dernière journée de la saison 2014-2015, le FC Augsburg défait le Borussia Mönchengladbach trois buts à un, permettant aux Souabes de s'établir à la cinquième place du classement et de se qualifier directement pour la phase de poules de la Ligue Europa 2015-2016 pour la première fois de l'histoire du club.

### 2015-2016: Ligue Europa
Les Augsbourgeois effectuent un parcours honorable pour leur première participation à une compétition européenne, se qualifiant notamment pour la phase finale de la compétition lors de la dernière journée en battant le Partizan Belgrade sur le score trois buts à un, avec un but de Raúl Bobadilla dans les dernière minutes du match permettant aux Allemands de se qualifier à la différence de buts particulière au détriment de leur adversaire du soir au terme d'une soirée le « miracle de Belgrade »  Le parcours du club s'arrête cependant dès les seizièmes de finale face au futur finaliste Liverpool sur le score d'un but à zéro.

## Identité du club

### Couleurs
Après la fusion du BC Augsburg avec la section professionnelle de l'autre grand club augsbourgeois, le TSV Schwaben Augsburg, en 1969, les couleurs de la ville d'Augsbourg, le rouge, le vert et le blanc deviennent les nouvelles couleurs du club. Les couleurs rouges et blanches sont issues de la bannière de l'évêque d'Augsbourg et du blason du duché de Souabe. La couleur verte est la couleur de noix de cèdre, symbole de la colonie romaine d' Augusta Vindelicorum, qui devint plus tard la ville d'Augsbourg.

### Logo
Le logo actuel est introduit en 2002. Il a la forme d'un bouclier espagnol, les initiales du club « FCA » y sont inscrites en rouge sur fond blanc, les lettres « F » et « C » étant soulignées par les couleurs du club. La partie inférieure est divisée en rouge et blanc, associée aux armoiries de la ville d'Augsbourg. Une noix de cèdre sur un chapiteau dorée est dessinée dessus. La date de fondation (1907) est inscrite en dessous.

### Historique des logos

Ancien logo du BC Augsbourg
Logo du TSV Schwaben Augsbourg
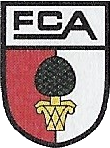
1969-1990
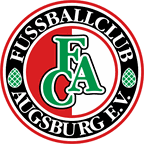
1990-2002
depuis 2002

### Hymne
L'hymne du FCA a été chanté après la montée en 2e Bundesliga en 2006 et s'appelle rouge, vert, blanc. Lors de l'enregistrement, Helmut Haller apparaît. Il est  considéré comme le plus grand joueur du club. Dans les deux premiers strophes de l'hymne, l'hymne parle du long chemin jusqu'au "Miracle du football", le retour au football professionnel.
Dans la dernière strophe, un chœur d'enfants chante l'hospitalité d'Augsbourg, avant la dernière strophe, il est écrit :  « Mais quand le ballon roule, le drapeau est hissé, parce que nous sommes les Augsburgeois... ». Les supporters crient « Et vous pas » en direction de la tribune visiteurs.

## Palmarès
- Champion de l'Oberliga Bayern : 1973, 1980, 1982, 1994 et 2002
- Demi-finaliste de la Coupe d'Allemagne : 2010

## Effectif professionnel actuel
En grisé, les sélections de joueurs internationaux chez les jeunes mais n'ayant jamais été appelés aux échelons supérieurs une fois l'âge-limite dépassé ou les joueurs ayant pris leur retraite internationale.

## Joueurs célèbres
- Ulrich Biesinger
- Helmut Haller
- Oskar Rohr
- Bernd Schuster
- Karl-Heinz Riedle

- - Voir aussi :

## Entraîneurs

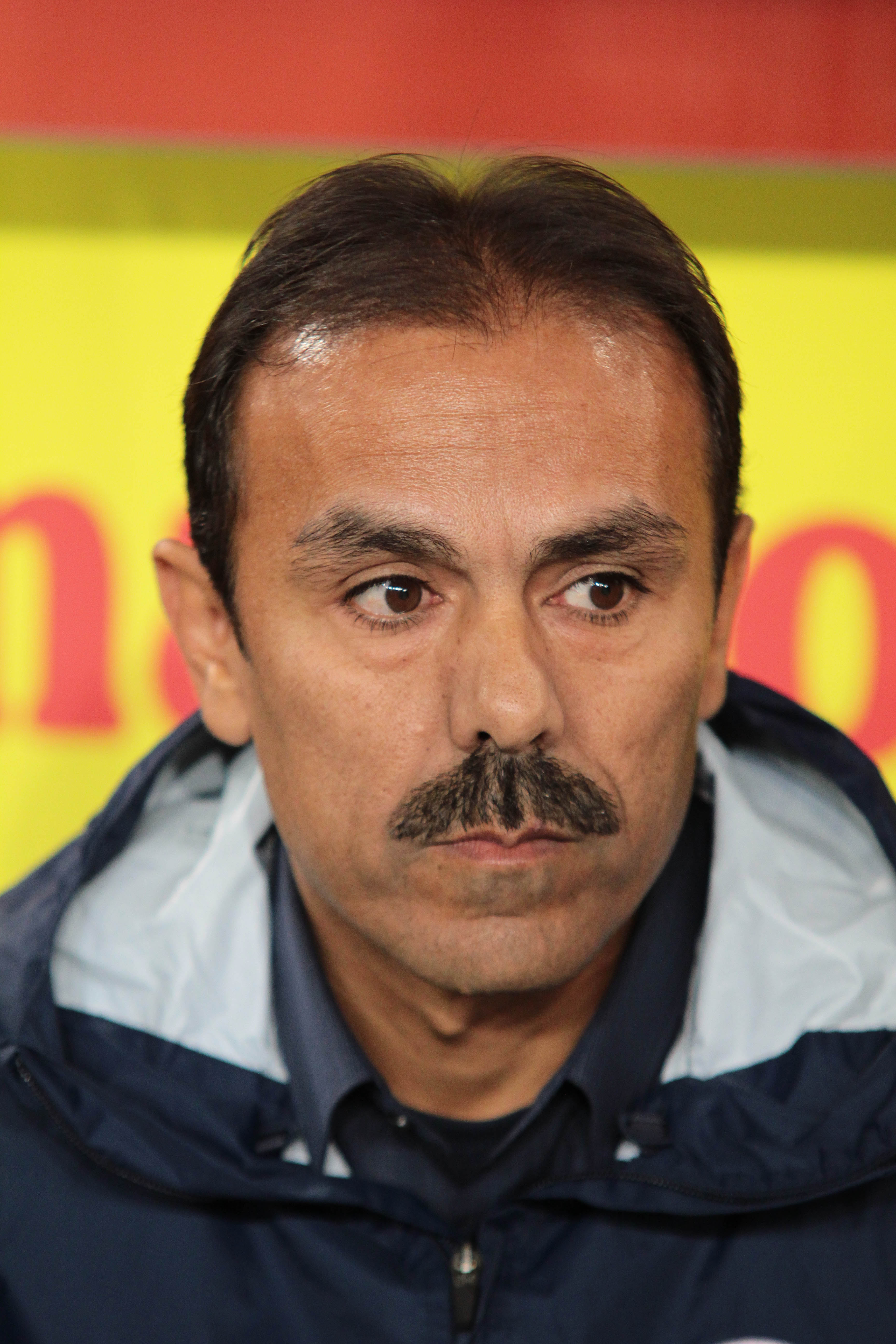
Jos Luhukay permet au club d'accéder en Bundesliga.

Armin Veh, entraîneur de 1990 à 1995 puis une seconde fois de 2003 à 2004, détient le record du plus long mandat à la tête du club. Le Néerlandais Jos Luhukay, en place de 2009 à 2012, mène l'équipe pour la première fois de son histoire en Bundesliga.
Liste des entraîneurs du FC Augsbourg depuis 1969,
- Herbert Erhardt : 1969-1970
- Georg Lechner : 1970-octobre 1971
- Slobodan Čendić : octobre-décembre 1971
- Georg Schwarzhuber : décembre 1971-1973
- Milovan Beljin : 1973-1975
- Volker Kottmann : 1975-décembre 1975
- Gerd Menne : décembre 1975-novembre 1976
- Max Merkel : novembre 1976-mai 1977
- Werner Olk : 1977-mai 1978
- Heiner Schuhmann (1) : mai 1978-1978
- Werner Sterzik : 1978-décembre 1978
- Hans Cieslarczyk : janvier 1979-1979
- Heiner Schuhmann (2) : 1979-1980
- Heinz Elzner : 1980-mars 1981
- Heiner Schuhmann (3) : avril 1981-1981
- Hannes Baldauf : 1981-1984
- Paul Sauter : 1984-septembre 1986
- Heiner Schuhmann (4) : octobre 1986-mars 1988
- Helmut Haller : février-novembre 1989 et
 Jimmy Hartwig : 1989-novembre 1989
- Dieter Schatzschneider : novembre 1989-mars 1990
- Gernot Fuchs : avril 1990-1990
- Armin Veh (1) : 1990-1995
- Karsten Wettberg : 1995-septembre 1996
- Helmut Riedl (1) : septembre-décembre 1996
- Hubert Müller : janvier 1997-avril 1998
- Helmut Riedl (2) : avril 1998-1998
- Gerd Schwickert : 1998-1999
- Alfons Higl : 1999-novembre 1999
- Heiner Schuhmann (5) : novembre-décembre 1999
- Hans-Jürgen Boysen : janvier 2000-2000
- Gino Lettieri : 2000-2002
- Ernst Middendorp : 2002-septembre 2003
- Kurt Kowarz : septembre-octobre 2003
- Armin Veh (2) : octobre 2003-septembre 2004
- Rainer Hörgl : septembre 2004-septembre 2007
- Ralf Loose : octobre 2007-avril 2008
- Holger Fach : avril 2008-avril 2009
- Jos Luhukay : avril 2009-mai 2012
- Markus Weinzierl : 2012-2016
- Dirk Schuster :  2016-déc. 2016
- Manuel Baum : 2016-avril 2019
- Martin Schmidt : avril 2019-mars 2020
- Heiko Herrlich : mars 2020 - avril 2021
- Markus Weinzierl : avril 2021 - juin 2022
- Enrico Maaßen : juin 2022 - octobre 2023
- Jess Thorup : octobre 2023-mai 2025
- Sandro Wagner : depuis mai 2025